# Michael Jackson/Diskografie
Diese Diskografie ist eine Übersicht über die musikalischen Werke des US-amerikanischen Sängers Michael Jackson. Den Quellenangaben zufolge hat er bisher mehr als 500 Millionen Tonträger verkauft, darunter über 191,3 Millionen in seiner Heimat und über 15 Millionen in Deutschland. Seine erfolgreichste Veröffentlichung ist das sechste Studioalbum Thriller mit über 67 Millionen verkauften Einheiten.
Bei der Diskografie ist zu berücksichtigen, dass diese sich nur auf autorisierte beziehungsweise offizielle Tonträger beschränkt. Neben den offiziellen veröffentlichten Tonträgern, erschienen auch regional diverse Label- und Promoveröffentlichungen. Tonträger, die durch Sublabels aus Werbezwecken und nicht durch die offiziellen Musiklabels erschienen, wurden aufgrund der Übersichtlichkeit nicht berücksichtigt.

## Alben

### Studioalben
| Jahr | Titel Musiklabel                                                                                                 | Höchstplatzierung, Gesamtwochen, AuszeichnungChartplatzierungen (Jahr, Titel, Musiklabel, Platzierungen, Wochen, Auszeichnungen, Anmerkungen) | Höchstplatzierung, Gesamtwochen, AuszeichnungChartplatzierungen (Jahr, Titel, Musiklabel, Platzierungen, Wochen, Auszeichnungen, Anmerkungen) | Höchstplatzierung, Gesamtwochen, AuszeichnungChartplatzierungen (Jahr, Titel, Musiklabel, Platzierungen, Wochen, Auszeichnungen, Anmerkungen) | Höchstplatzierung, Gesamtwochen, AuszeichnungChartplatzierungen (Jahr, Titel, Musiklabel, Platzierungen, Wochen, Auszeichnungen, Anmerkungen) | Höchstplatzierung, Gesamtwochen, AuszeichnungChartplatzierungen (Jahr, Titel, Musiklabel, Platzierungen, Wochen, Auszeichnungen, Anmerkungen) | Höchstplatzierung, Gesamtwochen, AuszeichnungChartplatzierungen (Jahr, Titel, Musiklabel, Platzierungen, Wochen, Auszeichnungen, Anmerkungen) | Anmerkungen                                                    |
| Jahr | Titel Musiklabel                                                                                                 | DE | AT | CH | UK | US | R&B | Anmerkungen                                                    |
| ---- | --- | --- | --- | --- | --- | --- | --- | -------------------------------------------------------------- |
| 1972 | Got to Be There Motown (MRC)                                                                                     | — | — | — | UK37 (5 Wo.)UK | US14 Gold · (23 Wo.)US | R&B3 (24 Wo.)R&B | Erstveröffentlichung: 24. Januar 1972 Verkäufe: + 3.200.000    |
| 1972 | Ben Motown (MRC)                                                                                                 | — | — | — | UK17 Silber · (7 Wo.)UK | US5 (32 Wo.)US | R&B4 (22 Wo.)R&B | Erstveröffentlichung: 4. August 1972 Verkäufe: + 5.000.000     |
| 1973 | Music & Me Motown (MRC)                                                                                          | — | — | — | — | US92 (12 Wo.)US | R&B24 (10 Wo.)R&B | Erstveröffentlichung: 13. April 1973 Verkäufe: + 2.000.000     |
| 1975 | Forever, Michael Motown (MRC)                                                                                    | — | — | — | — | US101 (9 Wo.)US | R&B10 (12 Wo.)R&B | Erstveröffentlichung: 16. Januar 1975 Verkäufe: + 1.000.000    |
| 1979 | Off the Wall Epic Records (Sony)                                                                                 | DE25 (22 Wo.)DE | — | CH27 (8 Wo.)CH | UK3 ×6Sechsfachplatin · (234 Wo.)UK | US3 ×9Neunfachplatin · (193 Wo.)US | R&B1 (61 Wo.)R&B | Erstveröffentlichung: 5. August 1979 Verkäufe: + 20.000.000    |
| 1982 | Thriller Epic Records (Sony)                                                                                     | DE1 ×3Dreifachplatin · (… Wo.)DE | AT3 ×8Achtfachplatin · (109 Wo.)AT | CH4 ×6Sechsfachplatin · (92 Wo.)CH | UK1 ×1515-fach-Platin · (290 Wo.)UK | US1 ×3×4Dreifachdiamant + Vierfachplatin · (… Wo.)US                                                                                          | R&B1 (133 Wo.)R&B | Erstveröffentlichung: 29. November 1982 Verkäufe: + 67.000.000 |
| 1987 | Bad Epic Records (Sony)                                                                                          | DE1 ×4Vierfachplatin · (135 Wo.)DE | AT1 ×4Vierfachplatin · (81 Wo.)AT | CH1 ×2Doppelplatin · (66 Wo.)CH | UK1 ×1414-fach-Platin · (185 Wo.)UK | US1 Diamant + Platin · (270 Wo.)US | R&B1 (86 Wo.)R&B | Erstveröffentlichung: 31. August 1987 Verkäufe: + 35.000.000   |
| 1991 | Dangerous Epic Records (Sony)                                                                                    | DE1 ×4Vierfachplatin · (132 Wo.)DE | AT2 ×4Vierfachplatin · (61 Wo.)AT | CH1 ×5Fünffachplatin · (40 Wo.)CH | UK1 ×6Sechsfachplatin · (102 Wo.)UK | US1 ×8Achtfachplatin · (119 Wo.)US | R&B1 (112 Wo.)R&B | Erstveröffentlichung: 26. November 1991 Verkäufe: + 40.000.000 |
| 1995 | HIStory – Past, Present and Future Book I auch bekannt als: Greatest Hits: HIStory, Volume I Epic Records (Sony) | DE1 ×3Dreifachplatin · (122 Wo.)DE | AT2 ×2Doppelplatin · (69 Wo.)AT | CH1 ×3Dreifachplatin · (77 Wo.)CH | UK1 ×6Sechsfachplatin · (111 Wo.)UK | US1 ×8Achtfachplatin · (63 Wo.)US | R&B1 (51 Wo.)R&B | Erstveröffentlichung: 16. Juni 1995 Verkäufe: + 22.000.000     |
| 2001 | Invincible Epic Records (Sony)                                                                                   | DE1 Platin · (15 Wo.)DE | AT2 Gold · (9 Wo.)AT | CH1 Platin · (16 Wo.)CH | UK1 Platin · (16 Wo.)UK | US1 ×2Doppelplatin · (28 Wo.)US | R&B1 (36 Wo.)R&B | Erstveröffentlichung: 30. Oktober 2001 Verkäufe: + 11.000.000  |

grau schraffiert: keine Chartdaten aus diesem Jahr verfügbar

### Kompilationen
| Jahr | Titel Musiklabel                                                                                                 | Höchstplatzierung, Gesamtwochen, AuszeichnungChartplatzierungen (Jahr, Titel, Musiklabel, Platzierungen, Wochen, Auszeichnungen, Anmerkungen) | Höchstplatzierung, Gesamtwochen, AuszeichnungChartplatzierungen (Jahr, Titel, Musiklabel, Platzierungen, Wochen, Auszeichnungen, Anmerkungen) | Höchstplatzierung, Gesamtwochen, AuszeichnungChartplatzierungen (Jahr, Titel, Musiklabel, Platzierungen, Wochen, Auszeichnungen, Anmerkungen) | Höchstplatzierung, Gesamtwochen, AuszeichnungChartplatzierungen (Jahr, Titel, Musiklabel, Platzierungen, Wochen, Auszeichnungen, Anmerkungen) | Höchstplatzierung, Gesamtwochen, AuszeichnungChartplatzierungen (Jahr, Titel, Musiklabel, Platzierungen, Wochen, Auszeichnungen, Anmerkungen) | Höchstplatzierung, Gesamtwochen, AuszeichnungChartplatzierungen (Jahr, Titel, Musiklabel, Platzierungen, Wochen, Auszeichnungen, Anmerkungen) | Anmerkungen                                                                       |
| Jahr | Titel Musiklabel                                                                                                 | DE | AT | CH | UK | US | R&B | Anmerkungen                                                                       |
| ---- | --- | --- | --- | --- | --- | --- | --- | --------------------------------------------------------------------------------- |
| 1972 | A Collection of Michael Jackson’s Oldies Motown (MRC)                                                            | — | — | — | — | — | — | Erstveröffentlichung: 8. Dezember 1972                                            |
| 1975 | The Best of Michael Jackson Motown (MRC)                                                                         | — | — | — | UK11 Silber · (18 Wo.)UK | — | — | Erstveröffentlichung: 28. August 1975 Verkäufe: + 60.000                          |
| 1981 | One Day in Your Life Motown (MRC)                                                                                | — | — | — | UK29 (8 Wo.)UK | US144 (1 Wo.)US | R&B41 (10 Wo.)R&B | Erstveröffentlichung: 25. März 1981                                               |
| 1982 | Ain’t No Sunshine auch bekannt als: Motown Legens und Music and Me Motown (MRC)                                  | — | — | — | — | — | — | Erstveröffentlichung: 1982                                                        |
| 1983 | Michael Jackson & The Jackson 5 Motown (MRC)                                                                     | — | — | — | — | — | — | Erstveröffentlichung: 1983 mit den Jackson 5                                      |
| 1983 | 18 Greatest Hits Motown (MRC)                                                                                    | — | — | — | UK1 Platin · (58 Wo.)UK | — | — | Erstveröffentlichung: Juni 1983 Verkäufe: + 300.000; mit den Jackson 5            |
| 1983 | Great Songs and Performances That Inspired the Motown 25th Anniversary T.V. Special Motown (MRC)                 | — | — | — | — | — | — | Erstveröffentlichung: August 1983 mit den Jackson 5                               |
| 1984 | The Great Love Songs of Michael Jackson Motown (MRC)                                                             | — | — | — | — | — | — | Erstveröffentlichung: 1984                                                        |
| 1984 | Farewell My Summer Love Motown (MRC)                                                                             | DE40 (7 Wo.)DE | — | — | UK9 Gold · (14 Wo.)UK | US46 (18 Wo.)US | R&B31 (15 Wo.)R&B | Erstveröffentlichung: 1. Mai 1984 Verkäufe: + 100.000                             |
| 1986 | Their Very Best – Back to Back Motown (MRC)                                                                      | — | — | — | UK21 (10 Wo.)UK | — | — | Erstveröffentlichung: November 1986 mit Gladys Knight, Diana Ross & Stevie Wonder |
| 1986 | Anthology Motown (MRC)                                                                                           | — | — | — | — | — | — | Erstveröffentlichung: 14. November 1986 mit den Jackson 5                         |
| 1987 | Love Songs Motown (MRC)                                                                                          | — | — | — | UK12 Platin · (24 Wo.)UK | — | — | Erstveröffentlichung: Oktober 1987 Verkäufe: + 300.000; mit Diana Ross            |
| 1992 | Motown’s Greatest Hits Motown (MRC)                                                                              | — | — | — | UK53 (2 Wo.)UK | — | — | Erstveröffentlichung: Februar 1992 mit den Jackson 5                              |
| 1995 | Anthology: The Best of Michael Jackson auch bekannt: The Best of Michael Jackson & The Jackson 5ive Motown (MRC) | — | — | — | UK5 Platin · (12 Wo.)UK | — | R&B69 (1 Wo.)R&B | Erstveröffentlichung: 21. März 1995 Verkäufe: + 307.500; mit den Jackson 5        |
| 1995 | The Very Best of Michael Jackson with The Jackson Five Motown (MRC)                                              | — | — | — | — | — | — | Erstveröffentlichung: 18. September 1995 mit den Jackson 5                        |
| 2000 | 20th Century Masters – The Millennium Collection: The Best of Motown (MRC)                                       | — | — | — | — | — | R&B44 (5 Wo.)R&B | Erstveröffentlichung: 21. November 2000                                           |
| 2003 | Number Ones Epic Records (Sony)                                                                                  | DE2 Gold · (39 Wo.)DE | AT11 Gold · (22 Wo.)AT | CH9 Gold · (37 Wo.)CH | UK1 ×10Zehnfachplatin · (… Wo.)UK | US13 ×5Fünffachplatin · (222 Wo.)US | R&B6 (36 Wo.)R&B | Erstveröffentlichung: 18. November 2003 Verkäufe: + 9.370.000                     |
| 2005 | The Essential Michael Jackson Epic Records (Sony)                                                                | DE10 (15 Wo.)DE | AT8 (20 Wo.)AT | CH2 (36 Wo.)CH | UK1 ×6Sechsfachplatin · (89 Wo.)UK | US31 ×5Fünffachplatin · (455 Wo.)US | R&B16 (54 Wo.)R&B | Erstveröffentlichung: 19. Juli 2005 Verkäufe: + 8.053.290                         |
| 2008 | King of Pop Epic Records (Sony)                                                                                  | DE1 ×7Siebenfachgold · (75 Wo.)DE | AT1 ×4Vierfachplatin · (77 Wo.)AT | CH1 (50 Wo.)CH | UK3 Platin · (33 Wo.)UK | — | — | Erstveröffentlichung: 22. August 2008 Verkäufe: + 2.607.000                       |
| 2008 | Gold Motown (UMG)                                                                                                | — | — | — | — | US139 (3 Wo.)US | — | Erstveröffentlichung: 26. August 2008                                             |
| 2009 | The Definitive Collection Motown (UMG)                                                                           | — | — | — | — | US39 (10 Wo.)US | R&B17 (37 Wo.)R&B | Erstveröffentlichung: 25. August 2009                                             |
| 2010 | Michael Epic Records (Sony)                                                                                      | DE1 Platin · (10 Wo.)DE | AT1 Platin · (9 Wo.)AT | CH2 (10 Wo.)CH | UK4 Platin · (8 Wo.)UK | US3 Platin · (13 Wo.)US | R&B1 (22 Wo.)R&B | Erstveröffentlichung: 10. Dezember 2010 Verkäufe: + 2.332.928                     |
| 2014 | Xscape Epic Records (Sony)                                                                                       | DE2 Gold · (17 Wo.)DE | AT2 Gold · (13 Wo.)AT | CH2 Gold · (19 Wo.)CH | UK1 Gold · (20 Wo.)UK | US2 Gold · (23 Wo.)US | R&B1 (34 Wo.)R&B | Erstveröffentlichung: 9. Mai 2014 Verkäufe: + 1.202.500                           |
| 2017 | Scream Sony Music (Sony)                                                                                         | DE22 (2 Wo.)DE | AT50 (2 Wo.)AT | CH34 (2 Wo.)CH | UK9 Silber · (6 Wo.)UK | US33 (7 Wo.)US | R&B20 (2 Wo.)R&B | Erstveröffentlichung: 29. September 2017 Verkäufe: + 60.000                       |

grau schraffiert: keine Chartdaten aus diesem Jahr verfügbar

### Remixalben
| Jahr | Titel Musiklabel                                                  | Höchstplatzierung, Gesamtwochen, AuszeichnungChartplatzierungen (Jahr, Titel, Musiklabel, Platzierungen, Wochen, Auszeichnungen, Anmerkungen) | Höchstplatzierung, Gesamtwochen, AuszeichnungChartplatzierungen (Jahr, Titel, Musiklabel, Platzierungen, Wochen, Auszeichnungen, Anmerkungen) | Höchstplatzierung, Gesamtwochen, AuszeichnungChartplatzierungen (Jahr, Titel, Musiklabel, Platzierungen, Wochen, Auszeichnungen, Anmerkungen) | Höchstplatzierung, Gesamtwochen, AuszeichnungChartplatzierungen (Jahr, Titel, Musiklabel, Platzierungen, Wochen, Auszeichnungen, Anmerkungen) | Höchstplatzierung, Gesamtwochen, AuszeichnungChartplatzierungen (Jahr, Titel, Musiklabel, Platzierungen, Wochen, Auszeichnungen, Anmerkungen) | Höchstplatzierung, Gesamtwochen, AuszeichnungChartplatzierungen (Jahr, Titel, Musiklabel, Platzierungen, Wochen, Auszeichnungen, Anmerkungen) | Anmerkungen                                              |
| Jahr | Titel Musiklabel                                                  | DE | AT | CH | UK | US | R&B | Anmerkungen                                              |
| ---- | ----------------------------------------------------------------- | --- | --- | --- | --- | --- | --- | -------------------------------------------------------- |
| 1987 | The Original Soul of Michael Jackson Motown (MRC)                 | — | — | — | — | — | — | Erstveröffentlichung: Oktober 1987 mit den Jackson 5     |
| 1987 | The Michael Jackson Mix Stylus Music Records (SMR)                | — | — | — | UK27 Platin · (25 Wo.)UK | — | — | Erstveröffentlichung: Dezember 1987 Verkäufe: + 300.000  |
| 1997 | Blood on the Dance Floor – HIStory in the Mix Epic Records (Sony) | DE2 Gold · (37 Wo.)DE | AT2 Gold · (16 Wo.)AT | CH2 Platin · (23 Wo.)CH | UK1 Platin · (17 Wo.)UK | US24 Platin · (9 Wo.)US | R&B12 (10 Wo.)R&B | Erstveröffentlichung: 11. Mai 1997 Verkäufe: + 6.000.000 |
| 2009 | The Stripped Mixes Motown (UMG)                                   | — | — | — | UK76 (1 Wo.)UK | US57 (1 Wo.)US | R&B21 (11 Wo.)R&B | Erstveröffentlichung: 28. Juli 2009                      |
| 2009 | The Remix Suite Motown (UMG)                                      | — | — | — | — | US175 (1 Wo.)US | R&B43 (6 Wo.)R&B | Erstveröffentlichung: 20. Oktober 2009                   |

### Soundtracks
| Jahr | Titel Musiklabel                                                                             | Höchstplatzierung, Gesamtwochen, AuszeichnungChartplatzierungen (Jahr, Titel, Musiklabel, Platzierungen, Wochen, Auszeichnungen, Anmerkungen) | Höchstplatzierung, Gesamtwochen, AuszeichnungChartplatzierungen (Jahr, Titel, Musiklabel, Platzierungen, Wochen, Auszeichnungen, Anmerkungen) | Höchstplatzierung, Gesamtwochen, AuszeichnungChartplatzierungen (Jahr, Titel, Musiklabel, Platzierungen, Wochen, Auszeichnungen, Anmerkungen) | Höchstplatzierung, Gesamtwochen, AuszeichnungChartplatzierungen (Jahr, Titel, Musiklabel, Platzierungen, Wochen, Auszeichnungen, Anmerkungen) | Höchstplatzierung, Gesamtwochen, AuszeichnungChartplatzierungen (Jahr, Titel, Musiklabel, Platzierungen, Wochen, Auszeichnungen, Anmerkungen) | Höchstplatzierung, Gesamtwochen, AuszeichnungChartplatzierungen (Jahr, Titel, Musiklabel, Platzierungen, Wochen, Auszeichnungen, Anmerkungen) | Anmerkungen                                                  | [↑]: gemeinsam behandelt mit vorhergehendem Eintrag; [←]: in beiden Charts platziert |
| Jahr | Titel Musiklabel                                                                             | DE | AT | CH | UK | US | R&B | Anmerkungen                                                  |                                                                                      |
| ---- | -------------------------------------------------------------------------------------------- | --- | --- | --- | --- | --- | --- | ------------------------------------------------------------ | ------------------------------------------------------------------------------------ |
| 1978 | The Wiz Motown (MRC)                                                                         | — | — | — | — | US40 (17 Wo.)US | — | Erstveröffentlichung: 18. September 1978                     |                                                                                      |
| 1982 | E.T. the Extra-Terrestrial Motown (MRC)                                                      | — | — | — | UK82 (1 Wo.)UK | — | — | Erstveröffentlichung: 15. November 1982                      |                                                                                      |
| 2009 | Michael Jackson’s This Is It Epic Records (Sony)                                             | DE3 ×3Dreifachgold · (31 Wo.)DE | AT2 Platin · (26 Wo.)AT | CH2 (48 Wo.)CH | UK3 ×2Doppelplatin · (23 Wo.)UK | US1 ×2Doppelplatin · (37 Wo.)US | R&B1 (78 Wo.)R&B | Erstveröffentlichung: 26. Oktober 2009 Verkäufe: + 5.042.460 |                                                                                      |
| 2009 | Selections from Michael Jackson’s This Is It Epic Records (Sony)[DE: ↑][AT: ↑][CH: ↑][UK: ↑] | DE3 ×3Dreifachgold · (31 Wo.)DE | AT2 Platin · (26 Wo.)AT | CH2 (48 Wo.)CH | UK3 ×2Doppelplatin · (23 Wo.)UK | US91 (1 Wo.)US | — | Erstveröffentlichung: 26. Oktober 2009                       |                                                                                      |
| 2011 | Immortal Epic Records (Sony)                                                                 | DE23 (2 Wo.)DE | AT29 (2 Wo.)AT | CH17 (5 Wo.)CH | UK65 (1 Wo.)UK | US24 (13 Wo.)US | R&B5 (31 Wo.)R&B | Erstveröffentlichung: 18. November 2011                      |                                                                                      |

grau schraffiert: keine Chartdaten aus diesem Jahr verfügbar

## Singles

### Als Leadmusiker
| Jahr | Titel Album                                                            | Höchstplatzierung, Gesamtwochen/‑monate, AuszeichnungChartplatzierungen (Jahr, Titel, Album, Platzierungen, Wochen/Monate, Auszeichnungen, Anmerkungen) | Höchstplatzierung, Gesamtwochen/‑monate, AuszeichnungChartplatzierungen (Jahr, Titel, Album, Platzierungen, Wochen/Monate, Auszeichnungen, Anmerkungen) | Höchstplatzierung, Gesamtwochen/‑monate, AuszeichnungChartplatzierungen (Jahr, Titel, Album, Platzierungen, Wochen/Monate, Auszeichnungen, Anmerkungen) | Höchstplatzierung, Gesamtwochen/‑monate, AuszeichnungChartplatzierungen (Jahr, Titel, Album, Platzierungen, Wochen/Monate, Auszeichnungen, Anmerkungen) | Höchstplatzierung, Gesamtwochen/‑monate, AuszeichnungChartplatzierungen (Jahr, Titel, Album, Platzierungen, Wochen/Monate, Auszeichnungen, Anmerkungen) | Höchstplatzierung, Gesamtwochen/‑monate, AuszeichnungChartplatzierungen (Jahr, Titel, Album, Platzierungen, Wochen/Monate, Auszeichnungen, Anmerkungen) | Anmerkungen                                                                                 | [↑]: gemeinsam behandelt mit vorhergehendem Eintrag; [←]: in beiden Charts platziert |
| Jahr | Titel Album                                                            | DE | AT | CH | UK | US | R&B | Anmerkungen                                                                                 |                                                                                      |
| --- | ---------------------------------------------------------------------- | --- | --- | --- | --- | --- | --- | ------------------------------------------------------------------------------------------- | ------------------------------------------------------------------------------------ |
| 1971 | Got to Be There                                                        | — | — | — | UK5 (11 Wo.)UK | US4 (14 Wo.)US | R&B4 (13 Wo.)R&B | Erstveröffentlichung: 7. Oktober 1971                                                       |                                                                                      |
| 1972 | Rockin’ Robin Got to Be There                                          | — | — | — | UK3 Silber · (14 Wo.)UK | US2 (13 Wo.)US | R&B2 (9 Wo.)R&B | Erstveröffentlichung: 17. Februar 1972 Verkäufe: + 200.000                                  |                                                                                      |
| 1972 | I Wanna Be Where You Are Got to Be There                               | — | — | — | — | US16 (11 Wo.)US | R&B2 (12 Wo.)R&B | Erstveröffentlichung: 2. Mai 1972                                                           |                                                                                      |
| 1972 | Ain’t No Sunshine Got to Be There                                      | — | — | CH99 (1 Wo.)CH | UK8 (13 Wo.)UK | — | — | Erstveröffentlichung: 3. Juli 1972 Original: Bill Withers                                   |                                                                                      |
| 1972 | Ben                                                                    | — | — | — | UK7 Silber · (17 Wo.)UK | US1 (16 Wo.)US | R&B5 (14 Wo.)R&B | Erstveröffentlichung: 12. Juli 1972 Verkäufe: + 200.000                                     |                                                                                      |
| 1973 | With a Child’s Heart Music & Me                                        | — | — | — | — | US50 (7 Wo.)US | R&B14 (10 Wo.)R&B | Erstveröffentlichung: 5. Mai 1973 Original: Stevie Wonder                                   |                                                                                      |
| 1973 | Happy Music & Me                                                       | — | — | — | UK52 (4 Wo.)UK | — | — | Erstveröffentlichung: 10. Juli 1973                                                         |                                                                                      |
| 1973 | Music & Me                                                             | — | — | — | — | — | — | Erstveröffentlichung: Oktober 1973                                                          |                                                                                      |
| 1974 | Morning Glow Music & Me                                                | — | — | — | — | — | — | Erstveröffentlichung: 31. Januar 1974                                                       |                                                                                      |
| 1975 | We’re Almost There Forever, Michael                                    | — | — | — | UK46 (4 Wo.)UK | US54 (8 Wo.)US | R&B7 (13 Wo.)R&B | Erstveröffentlichung: 6. Februar 1975                                                       |                                                                                      |
| 1975 | Just a Little Bit of You Forever, Michael                              | — | — | — | — | US23 (12 Wo.)US | R&B4 (15 Wo.)R&B | Erstveröffentlichung: 29. April 1975                                                        |                                                                                      |
| 1978 | Ease on Down the Road The Wiz                                          | — | — | — | UK45 (7 Wo.)UK | US42 (9 Wo.)US | R&B17 (13 Wo.)R&B | Erstveröffentlichung: 21. September 1978 mit Diana Ross; Original: Consumer Rapport         |                                                                                      |
| 1979 | You Can’t Win The Wiz                                                  | — | — | — | — | US81 (3 Wo.)US | R&B42 (10 Wo.)R&B | Erstveröffentlichung: 11. Januar 1979                                                       |                                                                                      |
| 1979 | A Brand New Day The Wiz                                                | — | — | — | — | — | — | Erstveröffentlichung: 18. August 1979 mit Diana Ross                                        |                                                                                      |
| 1979 | Don’t Stop ’Til You Get Enough Off the Wall                            | DE13 (28 Wo.)DE | AT11 (2 Mt.)AT | CH4 (11 Wo.)CH | UK3 Platin · (19 Wo.)UK | US1 ×5Platin (Physisch) + Fünffachplatin (Digital) · (21 Wo.)US                                                                                         | R&B1 (20 Wo.)R&B | Erstveröffentlichung: 10. Juli 1979 Verkäufe: + 7.090.000                                   |                                                                                      |
| 1979 | Rock with You Off the Wall                                             | DE58 (10 Wo.)DE | — | CH68 (3 Wo.)CH | UK7 Platin · (15 Wo.)UK | US1 ×5Fünffachplatin · (13 Wo.)US | R&B1 (25 Wo.)R&B | Erstveröffentlichung: 9. Oktober 1979 Verkäufe: + 5.970.000                                 |                                                                                      |
| 1979 | Off the Wall                                                           | — | — | CH81 (1 Wo.)CH | UK7 Silber · (12 Wo.)UK | US10 Platin · (17 Wo.)US | R&B5 (13 Wo.)R&B | Erstveröffentlichung: 16. November 1979 Verkäufe: + 1.200.000                               |                                                                                      |
| 1980 | She’s Out of My Life Off the Wall                                      | — | — | CH97 (1 Wo.)CH | UK3 (11 Wo.)UK | US10 Platin · (16 Wo.)US | R&B43 (8 Wo.)R&B | Erstveröffentlichung: 1. April 1980 Verkäufe: + 1.000.000                                   |                                                                                      |
| 1980 | Girlfriend Off the Wall                                                | — | — | — | UK41 (5 Wo.)UK | — | — | Erstveröffentlichung: 4. Juli 1980 Original: Wings                                          |                                                                                      |
| 1981 | One Day in Your Life                                                   | — | — | — | UK1 Gold · (16 Wo.)UK | US55 (7 Wo.)US | R&B42 (10 Wo.)R&B | Erstveröffentlichung: 20. März 1981 Verkäufe: + 500.000                                     |                                                                                      |
| 1982 | The Girl Is Mine Thriller                                              | DE53 (4 Wo.)DE | — | — | UK8 Silber · (12 Wo.)UK | US2 Platin · (18 Wo.)US | R&B1 (20 Wo.)R&B | Erstveröffentlichung: 18. Oktober 1982 Verkäufe: + 1.300.000; feat. Paul McCartney          |                                                                                      |
| 1983 | Billie Jean Thriller                                                   | DE2 ×3Dreifachgold · (40 Wo.)DE | AT2 (6½ Mt.)AT | CH1 (36 Wo.)CH | UK1 ×4Vierfachplatin · (33 Wo.)UK | US1 Diamant + Gold (Mastertone) · (25 Wo.)US | R&B1 (24 Wo.)R&B | Erstveröffentlichung: 3. Januar 1983 Verkäufe: + 17.550.000                                 |                                                                                      |
| 1983 | Beat It Thriller                                                       | DE2 Platin · (34 Wo.)DE | AT6 (2½ Mt.)AT | CH2 (24 Wo.)CH | UK3 ×3Dreifachplatin · (22 Wo.)UK | US1 ×8Achtfachplatin + Gold (Mastertone) · (25 Wo.)US                                                                                                   | R&B1 (19 Wo.)R&B | Erstveröffentlichung: 14. Februar 1983 Verkäufe: + 13.380.000; Gastmusiker: Eddie Van Halen |                                                                                      |
| 1983 | Beat It 2008 Thriller (25th Anniversary Edition)[DE: ↑]                | DE2 Platin · (34 Wo.)DE | AT14 a (15 Wo.)AT | CH26 (6 Wo.)CH[UK: ↑][US: ↑][R&B: ↑] | UK3 ×3Dreifachplatin · (22 Wo.)UK | US1 ×8Achtfachplatin + Gold (Mastertone) · (25 Wo.)US                                                                                                   | R&B1 (19 Wo.)R&B | Promoveröffentlichung: 7. April 2008 feat. Fergie                                           |                                                                                      |
| 1983 | Wanna Be Startin’ Somethin’ Thriller                                   | DE16 (11 Wo.)DE | — | — | UK8 Gold · (12 Wo.)UK | US5 Platin · (15 Wo.)US | R&B5 (17 Wo.)R&B | Erstveröffentlichung: 9. Mai 1983 Verkäufe: + 1.495.000                                     |                                                                                      |
| 1983 | Human Nature Thriller                                                  | DE64 (3 Wo.)DE | — | CH46 (3 Wo.)CH | UK62 Silber · (2 Wo.)UK | US7 Platin · (14 Wo.)US | R&B27 (12 Wo.)R&B | Erstveröffentlichung: 4. Juli 1983 Verkäufe: + 1.370.000                                    |                                                                                      |
| 1983 | P.Y.T. (Pretty Young Thing) Thriller                                   | DE51 (5 Wo.)DE | — | CH92 (1 Wo.)CH | UK11 Platin · (9 Wo.)UK | US10 ×4Vierfachplatin · (16 Wo.)US | R&B46 (8 Wo.)R&B | Erstveröffentlichung: 19. September 1983 Verkäufe: + 4.865.000                              |                                                                                      |
| 1983 | Thriller                                                               | DE9 Gold · (34 Wo.)DE | AT5 (13 Wo.)AT | CH3 (27 Wo.)CH | UK10 ×2Doppelplatin · (60 Wo.)UK | US4 Diamant + Gold (Mastertone) · (24 Wo.)US | R&B3 (17 Wo.)R&B | Erstveröffentlichung: 11. November 1983 Verkäufe: + 14.800.000                              |                                                                                      |
| 1984 | Farewell My Summer Love                                                | DE51 (7 Wo.)DE | — | — | UK7 (12 Wo.)UK | US38 (12 Wo.)US | R&B37 (110 Wo.)R&B | Erstveröffentlichung: 14. Mai 1984                                                          |                                                                                      |
| 1984 | Girl You’re So Together Farewell My Summer Love                        | — | — | — | UK33 (9 Wo.)UK | — | — | Erstveröffentlichung: August 1984                                                           |                                                                                      |
| 1987 | I Just Can’t Stop Loving You Bad                                       | DE2 (14 Wo.)DE | AT5 (3½ Mt.)AT | CH2 (15 Wo.)CH | UK1 Silber · (12 Wo.)UK | US1 Gold · (14 Wo.)US | R&B1 (11 Wo.)R&B | Erstveröffentlichung: 20. Juli 1987 Verkäufe: + 1.509.000; feat. Siedah Garrett             |                                                                                      |
| 1987 | Bad                                                                    | DE4 (25 Wo.)DE | AT9 (4 Mt.)AT | CH3 (16 Wo.)CH | UK3 Platin · (21 Wo.)UK | US1 Platin · (14 Wo.)US | R&B1 (11 Wo.)R&B | Erstveröffentlichung: 7. September 1987 Verkäufe: + 2.195.000                               |                                                                                      |
| 1987 | The Way You Make Me Feel Bad                                           | DE12 (17 Wo.)DE | AT15 (3 Mt.)AT | CH8 (13 Wo.)CH | UK3 Platin · (19 Wo.)UK | US1 ×2Doppelplatin · (18 Wo.)US | R&B1 (13 Wo.)R&B | Erstveröffentlichung: 9. November 1987 Verkäufe: + 3.100.000                                |                                                                                      |
| 1988 | Man in the Mirror Bad                                                  | DE23 (14 Wo.)DE | AT10 (6½ Mt.)AT | CH22 (3 Wo.)CH | UK2 ×2Doppelplatin · (30 Wo.)UK | US1 ×3Dreifachplatin · (17 Wo.)US | R&B1 (14 Wo.)R&B | Erstveröffentlichung: 19. Januar 1988 Verkäufe: + 4.640.000                                 |                                                                                      |
| 1988 | Dirty Diana Bad                                                        | DE3 (31 Wo.)DE | AT7 (8 Mt.)AT | CH3 (21 Wo.)CH | UK4 Platin · (18 Wo.)UK | US1 Platin · (14 Wo.)US | R&B5 (13 Wo.)R&B | Erstveröffentlichung: 18. April 1988 Verkäufe: + 1.710.000                                  |                                                                                      |
| 1988 | Another Part of Me Bad                                                 | DE10 (14 Wo.)DE | AT20 (1½ Mt.)AT | CH5 (8 Wo.)CH | UK15 (6 Wo.)UK | US11 (13 Wo.)US | R&B1 (14 Wo.)R&B | Erstveröffentlichung: 11. Juli 1988                                                         |                                                                                      |
| 1988 | Smooth Criminal Bad                                                    | DE9 Gold · (30 Wo.)DE | AT17 (4 Mt.)AT | CH5 (22 Wo.)CH | UK8 ×2Doppelplatin · (24 Wo.)UK | US7 ×2Doppelplatin · (15 Wo.)US | R&B2 (15 Wo.)R&B | Erstveröffentlichung: 14. November 1988 Verkäufe: + 4.015.000                               |                                                                                      |
| 1989 | Leave Me Alone Bad                                                     | DE16 (12 Wo.)DE | AT15 (2½ Mt.)AT | CH10 (7 Wo.)CH | UK2 Silber · (13 Wo.)UK | — | — | Erstveröffentlichung: 13. Februar 1989 Verkäufe: + 200.000                                  |                                                                                      |
| 1989 | Liberian Girl Bad                                                      | DE23 (24 Wo.)DE | — | CH12 (11 Wo.)CH | UK13 (7 Wo.)UK | — | — | Erstveröffentlichung: 3. Juli 1989                                                          |                                                                                      |
| 1991 | Black or White Dangerous                                               | DE2 Gold · (34 Wo.)DE | AT2 (22 Wo.)AT | CH1 (29 Wo.)CH | UK1 Platin · (22 Wo.)UK | US1 ×3Dreifachplatin · (20 Wo.)US | R&B3 (14 Wo.)R&B | Erstveröffentlichung: 11. November 1991 Verkäufe: + 4.670.000; Gastmusiker: Slash           |                                                                                      |
| 1992 | Remember the Time Dangerous                                            | DE8 (24 Wo.)DE | AT16 (12 Wo.)AT | CH4 (19 Wo.)CH | UK3 Gold · (11 Wo.)UK | US3 ×3Dreifachplatin · (20 Wo.)US | R&B1 (18 Wo.)R&B | Erstveröffentlichung: 14. Januar 1992 Verkäufe: + 3.590.000                                 |                                                                                      |
| 1992 | In the Closet Dangerous                                                | DE15 (22 Wo.)DE | AT23 (2 Wo.)AT | CH25 (3 Wo.)CH | UK8 (8 Wo.)UK | US6 Gold · (20 Wo.)US | R&B1 (15 Wo.)R&B | Erstveröffentlichung: 9. April 1992 Verkäufe: + 535.000; feat. Stéphanie von Monaco         |                                                                                      |
| 1992 | Who Is It Dangerous                                                    | DE9 (11 Wo.)DE | AT5 (8 Wo.)AT | CH14 (14 Wo.)CH | UK10 (7 Wo.)UK | US14 (18 Wo.)US | R&B6 (20 Wo.)R&B | Erstveröffentlichung: 13. Juli 1992                                                         |                                                                                      |
| 1992 | Jam Dangerous                                                          | DE18 (19 Wo.)DE | AT28 (3 Wo.)AT | CH22 (4 Wo.)CH | UK13 (7 Wo.)UK | US26 (14 Wo.)US | R&B3 (12 Wo.)R&B | Erstveröffentlichung: 13. Juli 1992 feat. Heavy D                                           |                                                                                      |
| 1992 | Heal the World Dangerous                                               | DE3 Gold · (37 Wo.)DE | AT4 (21 Wo.)AT | CH5 (27 Wo.)CH | UK2 Gold · (21 Wo.)UK | US27 (20 Wo.)US | R&B62 (18 Wo.)R&B | Erstveröffentlichung: 23. November 1992 Verkäufe: + 1.055.000                               |                                                                                      |
| 1993 | Give In to Me Dangerous                                                | DE10 (19 Wo.)DE | AT12 (8 Wo.)AT | CH7 (16 Wo.)CH | UK2 (10 Wo.)UK | — | — | Erstveröffentlichung: 15. Februar 1993 Verkäufe: + 40.000; feat. Slash                      |                                                                                      |
| 1993 | Will You Be There Dangerous                                            | DE12 (30 Wo.)DE | AT11 (17 Wo.)AT | CH3 (21 Wo.)CH | UK9 (10 Wo.)UK | US7 Platin · (20 Wo.)US | R&B53 (13 Wo.)R&B | Erstveröffentlichung: 28. Juni 1993 Verkäufe: + 1.045.000                                   |                                                                                      |
| 1993 | Gone Too Soon Dangerous                                                | DE45 (5 Wo.)DE | — | CH33 (4 Wo.)CH | UK33 (5 Wo.)UK | — | — | Erstveröffentlichung: 1. Dezember 1993                                                      |                                                                                      |
| 1995 | Scream* / Childhood HIStory – Past, Present and Future Book I          | DE8 (14 Wo.)DE | AT9 (10 Wo.)AT | CH3 (20 Wo.)CH | UK3 Silber · (24 Wo.)UK | US5 Platin · (17 Wo.)US | R&B2 (14 Wo.)R&B | Erstveröffentlichung: 29. Mai 1995 Verkäufe: + 1.240.000; * feat. Janet Jackson             |                                                                                      |
| 1995 | You Are Not Alone HIStory – Past, Present and Future Book I            | DE4 Gold · (31 Wo.)DE | AT2 Gold · (24 Wo.)AT | CH1 Gold · (28 Wo.)CH | UK1 Platin · (23 Wo.)UK | US1 Platin · (20 Wo.)US | R&B1 (20 Wo.)R&B | Erstveröffentlichung: 15. August 1995 Verkäufe: + 2.330.000                                 |                                                                                      |
| 1995 | Earth Song HIStory – Past, Present and Future Book I                   | DE1 ×2Doppelplatin · (36 Wo.)DE | AT2 Platin · (25 Wo.)AT | CH1 Platin · (31 Wo.)CH | UK1 ×2Doppelplatin · (26 Wo.)UK | US— GoldUS | — | Erstveröffentlichung: 7. November 1995 Verkäufe: + 3.555.000                                |                                                                                      |
| 1996 | They Don’t Care About Us HIStory – Past, Present and Future Book I     | DE1 ×3Dreifachgold · (40 Wo.)DE | AT2 Gold · (42 Wo.)AT | CH3 (31 Wo.)CH | UK4 Platin · (25 Wo.)UK | US30 Gold · (13 Wo.)US | R&B10 (18 Wo.)R&B | Erstveröffentlichung: 16. April 1996 Verkäufe: + 2.275.000; Gastmusiker: Slash              |                                                                                      |
| 1996 | Stranger in Moscow HIStory – Past, Present and Future Book I           | DE21 (19 Wo.)DE | AT7 (12 Wo.)AT | CH5 (15 Wo.)CH | UK4 Silber · (18 Wo.)UK | US91 (2 Wo.)US | R&B50 (11 Wo.)R&B | Erstveröffentlichung: 4. November 1996 Verkäufe: + 200.000                                  |                                                                                      |
| 1997 | Blood on the Dance Floor Blood on the Dance Floor – HIStory in the Mix | DE5 Gold · (14 Wo.)DE | AT9 (12 Wo.)AT | CH5 (18 Wo.)CH | UK1 Silber · (13 Wo.)UK | US42 (11 Wo.)US | R&B19 (13 Wo.)R&B | Erstveröffentlichung: 21. März 1997 Verkäufe: + 490.000                                     |                                                                                      |
| 1997 | HIStory / Ghosts Blood on the Dance Floor – HIStory in the Mix         | DE14 (20 Wo.)DE | AT36 (2 Wo.)AT | CH16 (16 Wo.)CH | UK5 (9 Wo.)UK | — | — | Erstveröffentlichung: 30. Juli 1997                                                         |                                                                                      |
| 1997 | Smile / Is It Scary HIStory – Past, Present and Future Book I          | DE71 (2 Wo.)DE | — | CH70 (2 Wo.)CH | UK74 (1 Wo.)UK | — | — | Erstveröffentlichung: 28. Dezember 1997 Original: Charlie Chaplin                           |                                                                                      |
| 2001 | You Rock My World Invincible                                           | DE6 (9 Wo.)DE | AT9 (8 Wo.)AT | CH5 (18 Wo.)CH | UK2 Platin · (18 Wo.)UK | US10 Gold · (20 Wo.)US | R&B13 (20 Wo.)R&B | Erstveröffentlichung: 22. August 2001 Verkäufe: + 1.633.000                                 |                                                                                      |
| 2001 | Cry Invincible                                                         | DE76 (3 Wo.)DE | AT65 (2 Wo.)AT | CH42 (6 Wo.)CH | UK25 (4 Wo.)UK | — | — | Erstveröffentlichung: 5. Dezember 2001                                                      |                                                                                      |
| 2003 | One More Chance Number Ones                                            | DE29 (7 Wo.)DE | AT58 (2 Wo.)AT | CH24 (4 Wo.)CH | UK5 (7 Wo.)UK | US83 (5 Wo.)US | R&B40 (19 Wo.)R&B | Erstveröffentlichung: 22. November 2003                                                     |                                                                                      |
| 2008 | The Girl Is Mine 2008 Thriller (25th Anniversary Edition)              | DE21 (11 Wo.)DE | AT51 (3 Wo.)AT | CH47 (8 Wo.)CH | UK32 (6 Wo.)UK | — | — | Erstveröffentlichung: 14. Januar 2008 feat. will.i.am                                       |                                                                                      |
| 2008 | Wanna Be Startin’ Somethin’ 2008 Thriller (25th Anniversary Edition)   | DE63 (11 Wo.)DE | — | CH30 (10 Wo.)CH | UK69 (4 Wo.)UK | US81 (3 Wo.)US | — | Erstveröffentlichung: 21. März 2008 Verkäufe: + 35.000; feat. Akon                          |                                                                                      |
| 2010 | Mind Is the Magic Mind Is the Magic: Anthem for the Las Vegas Show     | — | — | — | — | — | — | Erstveröffentlichung: 26. Februar 2010                                                      |                                                                                      |
| 2010 | Hold My Hand Michael                                                   | DE7 Gold · (15 Wo.)DE | AT9 (10 Wo.)AT | CH9 (11 Wo.)CH | UK10 Silber · (8 Wo.)UK | US39 Gold · (9 Wo.)US | R&B33 (14 Wo.)R&B | Erstveröffentlichung: 15. November 2010 Verkäufe: + 1.171.857; feat. Akon                   |                                                                                      |
| 2011 | Hollywood Tonight Michael                                              | DE55 (3 Wo.)DE | — | — | — | — | R&B60 (7 Wo.)R&B | Erstveröffentlichung: 11. Februar 2011                                                      |                                                                                      |
| 2011 | Behind the Mask Michael                                                | — | — | — | — | — | — | Erstveröffentlichung: 21. Februar 2011                                                      |                                                                                      |
| 2011 | All in Your Name –                                                     | — | — | — | — | — | — | Erstveröffentlichung: 25. Juni 2011 mit Barry Gibb                                          |                                                                                      |
| 2011 | (I Like) The Way You Love Me Michael                                   | — | — | — | — | — | — | Erstveröffentlichung: 8. Juli 2011                                                          |                                                                                      |
| 2014 | Love Never Felt So Good Xscape                                         | DE18 Platin · (22 Wo.)DE | AT20 (18 Wo.)AT | CH15 (18 Wo.)CH | UK8 Platin · (26 Wo.)UK | US9 Platin · (20 Wo.)US | R&B5 (20 Wo.)R&B | Erstveröffentlichung: 2. Mai 2014 Verkäufe: + 2.710.300; feat. Justin Timberlake            |                                                                                      |
| 2014 | A Place with No Name Xscape                                            | — | — | — | — | — | — | Erstveröffentlichung: 12. August 2021                                                       |                                                                                      |
| Folgende Lieder erschienen nicht als Single, wurden aber durch das Album zum Download und Streaming bereitgestellt und konnten somit eine Platzierung erlangen: |                                                                        | | | | | | |                                                                                             |                                                                                      |
| |                                                                        | | | | | | |                                                                                             |                                                                                      |
| 2009 | Dangerous                                                              | DE99 (1 Wo.)DE | — | CH78 (1 Wo.)CH | — | — | — | Charteinstieg: 10. Juli 2009                                                                |                                                                                      |
| 2014 | Slave to the Rhythm Xscape                                             | — | — | — | UK98 (1 Wo.)UK | US45 (1 Wo.)US | R&B12 (4 Wo.)R&B | Charteinstieg: 25. Mai 2014 Promoveröffentlichung: 9. Mai 2014                              |                                                                                      |
| 2014 | Chicago Xscape                                                         | — | — | — | UK— SilberUK | — | R&B50 (1 Wo.)R&B | Charteinstieg: 7. Juni 2014 Promoveröffentlichung: 5. Mai 2014 Verkäufe: + 215.000          |                                                                                      |

grau schraffiert: keine Chartdaten aus diesem Jahr verfügbar

### Als Gastmusiker
| Jahr | Titel Album                                                      | Höchstplatzierung, Gesamtwochen/‑monate, AuszeichnungChartplatzierungen (Jahr, Titel, Album, Platzierungen, Wochen/Monate, Auszeichnungen, Anmerkungen) | Höchstplatzierung, Gesamtwochen/‑monate, AuszeichnungChartplatzierungen (Jahr, Titel, Album, Platzierungen, Wochen/Monate, Auszeichnungen, Anmerkungen) | Höchstplatzierung, Gesamtwochen/‑monate, AuszeichnungChartplatzierungen (Jahr, Titel, Album, Platzierungen, Wochen/Monate, Auszeichnungen, Anmerkungen) | Höchstplatzierung, Gesamtwochen/‑monate, AuszeichnungChartplatzierungen (Jahr, Titel, Album, Platzierungen, Wochen/Monate, Auszeichnungen, Anmerkungen) | Höchstplatzierung, Gesamtwochen/‑monate, AuszeichnungChartplatzierungen (Jahr, Titel, Album, Platzierungen, Wochen/Monate, Auszeichnungen, Anmerkungen) | Höchstplatzierung, Gesamtwochen/‑monate, AuszeichnungChartplatzierungen (Jahr, Titel, Album, Platzierungen, Wochen/Monate, Auszeichnungen, Anmerkungen) | Anmerkungen                                                                                             | [↑]: gemeinsam behandelt mit vorhergehendem Eintrag; [←]: in beiden Charts platziert |
| Jahr | Titel Album                                                      | DE | AT | CH | UK | US | R&B | Anmerkungen                                                                                             |                                                                                      |
| ---- | ---------------------------------------------------------------- | --- | --- | --- | --- | --- | --- | --- | ------------------------------------------------------------------------------------ |
| 1980 | Save Me Old Crest on a New Wave                                  | — | — | — | — | — | — | Erstveröffentlichung: Juni 1980 Dave Mason feat. Michael Jackson                                        |                                                                                      |
| 1983 | Say Say Say Pipes of Peace                                       | DE12 (19 Wo.)DE | AT10 (3½ Mt.)AT | CH2 (17 Wo.)CH | UK2 Silber · (15 Wo.)UK | US1 Platin · (22 Wo.)US | R&B2 (20 Wo.)R&B | Erstveröffentlichung: 3. Oktober 1983 Verkäufe: + 1.800.000 Paul McCartney feat. Michael Jackson        |                                                                                      |
| 1983 | Say Say Say (Remix) –[DE: ↑][AT: ↑][CH: ↑][UK: ↑][US: ↑][R&B: ↑] | DE12 (19 Wo.)DE | AT10 (3½ Mt.)AT | CH2 (17 Wo.)CH | UK2 Silber · (15 Wo.)UK | US1 Platin · (22 Wo.)US | R&B2 (20 Wo.)R&B | Erstveröffentlichung: 31. März 2023 Verkäufe: + 100.000 Kygo feat. Paul McCartney & Michael Jackson     |                                                                                      |
| 1983 | Somebody’s Watching Me                                           | DE2 (16 Wo.)DE | AT14 (2 Wo.)AT | CH3 (12 Wo.)CH | UK6 Gold · (11 Wo.)UK | US2 Gold + Gold · (21 Wo.)US | R&B1 (17 Wo.)R&B | Erstveröffentlichung: 27. Dezember 1983 Verkäufe: + 1.445.000 Rockwell feat. Jermaine & Michael Jackson |                                                                                      |
| 1985 | We Are the World                                                 | DE2 (21 Wo.)DE | AT2 (4½ Mt.)AT | CH1 (29 Wo.)CH | UK1 Silber · (9 Wo.)UK | US1 ×4Vierfachplatin · (18 Wo.)US | R&B1 (14 Wo.)R&B | Erstveröffentlichung: 7. März 1985 Verkäufe: + 9.890.000; als Teil von USA for Africa                   |                                                                                      |
| 1985 | Eaten Alive                                                      | DE38 (9 Wo.)DE | — | CH17 (6 Wo.)CH | UK74 (1 Wo.)UK | US77 (1 Wo.)US | — | Erstveröffentlichung: 1. September 1985 Diana Ross feat. Barry Gibb & Michael Jackson                   |                                                                                      |
| 1988 | Get It Characters                                                | — | — | — | UK37 (4 Wo.)UK | US80 (6 Wo.)US | R&B4 (11 Wo.)R&B | Erstveröffentlichung: 5. Mai 1988 Stevie Wonder feat. Michael Jackson                                   |                                                                                      |
| 1990 | Do the Bartman The Simpsons Sing the Blues                       | DE5 (16 Wo.)DE | AT17 (9 Wo.)AT | CH12 (7 Wo.)CH | UK1 Gold · (12 Wo.)UK | — | — | Erstveröffentlichung: 20. November 1990 Verkäufe: + 744.500; The Simpsons feat. Michael Jackson         |                                                                                      |
| 1993 | Whatzupwitu Love’s Alright                                       | — | — | — | — | — | R&B74 (6 Wo.)R&B | Erstveröffentlichung: 30. März 1993 Eddie Murphy feat. Michael Jackson                                  |                                                                                      |
| 1996 | Why Brotherhood                                                  | DE29 (13 Wo.)DE | AT21 (9 Wo.)AT | CH11 (13 Wo.)CH | UK2 (12 Wo.)UK | — | R&B71 (5 Wo.)R&B | Erstveröffentlichung: 11. Januar 1996 Verkäufe: + 125.000; 3T feat. Michael Jackson                     |                                                                                      |
| 2010 | We Are the World –                                               | — | — | — | UK50 (1 Wo.)UK | US2 (5 Wo.)US | — | Erstveröffentlichung: 12. Februar 2010 als Teil von Artists for Haiti                                   |                                                                                      |
| 2018 | Don’t Matter to Me Scorpion                                      | DE16 (5 Wo.)DE | AT18 (4 Wo.)AT | CH5 (7 Wo.)CH | UK2 Platin · (9 Wo.)UK | US9 (5 Wo.)US | R&B8 (6 Wo.)R&B | Erstveröffentlichung: 25. Juli 2018 Verkäufe: + 1.190.000; Drake feat. Michael Jackson                  |                                                                                      |

## Videoalben und Musikvideos

### Videoalben
| Jahr | Titel Musiklabel                                                                    | Höchstplatzierung, Gesamtwochen, AuszeichnungChartplatzierungen (Jahr, Titel, Musiklabel, Platzierungen, Wochen, Auszeichnungen, Anmerkungen) | Höchstplatzierung, Gesamtwochen, AuszeichnungChartplatzierungen (Jahr, Titel, Musiklabel, Platzierungen, Wochen, Auszeichnungen, Anmerkungen) | Höchstplatzierung, Gesamtwochen, AuszeichnungChartplatzierungen (Jahr, Titel, Musiklabel, Platzierungen, Wochen, Auszeichnungen, Anmerkungen) | Höchstplatzierung, Gesamtwochen, AuszeichnungChartplatzierungen (Jahr, Titel, Musiklabel, Platzierungen, Wochen, Auszeichnungen, Anmerkungen) | Höchstplatzierung, Gesamtwochen, AuszeichnungChartplatzierungen (Jahr, Titel, Musiklabel, Platzierungen, Wochen, Auszeichnungen, Anmerkungen) | Anmerkungen                                                   |
| Jahr | Titel Musiklabel                                                                    | DE | AT | CH | UK | US | Anmerkungen                                                   |
| ---- | ----------------------------------------------------------------------------------- | --- | --- | --- | --- | --- | ------------------------------------------------------------- |
| 1983 | The Making of ‘Thriller’ Vestron Video (MA)                                         | — | — | — | — | — | Erstveröffentlichung: 1983                                    |
| 1991 | Moonwalker Capital Home Video (Sony)                                                | — | — | — | UK1 ×9Neunfachplatin · (… Wo.)UK | US— ×8AchtfachplatinUS | Erstveröffentlichung: 10. Januar 1989 Verkäufe: + 1.290.000   |
| 1993 | Dangerous – The Short Films Epic Records (Sony)                                     | DE— PlatinDE | AT5 (14 Wo.)AT | CH5 (12 Wo.)CH | UK4 Platin · (79 Wo.)UK | US— ×3DreifachplatinUS | Erstveröffentlichung: 12. November 1993 Verkäufe: + 428.000   |
| 1995 | Video Greatest Hits – HIStory auch bekannt als: History on Film Epic Records (Sony) | DE— ×3DreifachgoldDE | AT3 Gold · (19 Wo.)AT | CH3 (16 Wo.)CH | UK2 ×4Vierfachplatin · (231 Wo.)UK | US— ×9NeunfachplatinUS | Erstveröffentlichung: 9. Juni 1995 Verkäufe: + 2.220.500      |
| 1997 | HIStory on Film, Vol. II Epic Records (Sony)                                        | DE28 Platin · (6 Wo.)DE | AT3 (13 Wo.)AT | CH3 (17 Wo.)CH | UK2 ×2Doppelplatin · (209 Wo.)UK | US— ×6SechsfachplatinUS | Erstveröffentlichung: 20. Mai 1997 Verkäufe: + 1.538.000      |
| 1997 | Video Greatest Hits – HIStory / HIStory on Film, Vol. II Epic Records (Sony)        | — | — | — | UK4 Platin · (86 Wo.)UK | — | Erstveröffentlichung: 1997 Verkäufe: + 70.000                 |
| 1997 | HIStory World Tour – Live in Seoul Epic Records (Sony)                              | — | — | — | — | — | Erstveröffentlichung: 5. November 1997                        |
| 1997 | Ghosts Deluxe Collector Box Set – Limited Edition Epic Records (Sony)               | — | — | — | UK1 Gold · (49 Wo.)UK | — | Erstveröffentlichung: 21. Dezember 1997 Verkäufe: + 45.000    |
| 2003 | Number Ones Epic Records (Sony)                                                     | — | AT1 (41 Wo.)AT | CH1 (34 Wo.)CH | UK2 Platin · (58 Wo.)UK | US— ×1313-fach-PlatinUS | Erstveröffentlichung: 18. November 2003 Verkäufe: + 2.058.016 |
| 2004 | The One Epic Records (Sony)                                                         | — | AT8 (4 Wo.)AT | CH5 (5 Wo.)CH | UK2 Gold · (21 Wo.)UK | US— GoldUS | Erstveröffentlichung: 9. März 2004 Verkäufe: + 100.500        |
| 2005 | Live in Bucharest – The Dangerous Tour Epic Records (Sony)                          | DE8 Platin · (14 Wo.)DE | AT1 (44 Wo.)AT | CH1 (36 Wo.)CH | UK2 ×2Doppelplatin · (152 Wo.)UK | US— ×8AchtfachplatinUS | Erstveröffentlichung: 26. Juli 2005 Verkäufe: + 1.536.000     |
| 2009 | Michael Jackson’s This Is It Epic Records (Sony)                                    | — | AT1 (36 Wo.)AT | — | UK1 ×1313-fach-Platin · (228 Wo.)UK | — | Erstveröffentlichung: 26. Oktober 2009 Verkäufe: + 3.820.000  |
| 2010 | Michael Jackson’s Vision Epic Records (Sony)                                        | DE23 (8 Wo.)DE | AT1 Gold · (12 Wo.)AT | CH1 (21 Wo.)CH | UK2 Gold · (48 Wo.)UK | US— ×5FünffachplatinUS | Erstveröffentlichung: 22. November 2010 Verkäufe: + 787.500   |
| 2011 | The Life of an Icon Universal Music (UMG)                                           | — | — | — | UK1 Platin · (17 Wo.)UK | — | Erstveröffentlichung: 2. November 2011 Verkäufe: + 50.000     |
| 2012 | Bad 25 Epic Records (Sony)                                                          | — | — | — | — | — | Erstveröffentlichung: 17. September 2012                      |
| 2012 | Live at Wembley Epic Records (Sony)                                                 | DE64 (1 Wo.)DE | AT1 (2 Wo.)AT | CH2 (7 Wo.)CH | UK2 Gold · (138 Wo.)UK | US— GoldUS | Erstveröffentlichung: 18. September 2012 Verkäufe: + 77.500   |

### Musikvideos
| Jahr | Titel                          | Regie                                                                               |
| ---- | ------------------------------ | ----------------------------------------------------------------------------------- |
| 1979 | Don’t Stop ’til You Get Enough | Nick Saxton                                                                         |
| 1979 | Rock with You                  | Bruce Gowers                                                                        |
| 1980 | She’s out of My Life           | Bruce Gowers                                                                        |
| 1980 | Billie Jean                    | Steve Barron                                                                        |
| 1980 | Beat It                        | Bob Giraldi                                                                         |
| 1980 | Say Say Say                    | Bob Giraldi                                                                         |
| 1980 | Thriller                       | John Landis                                                                         |
| 1985 | We Are the World               | Tom Trbovich                                                                        |
| 1987 | Bad                            | Martin Scorsese                                                                     |
| 1987 | The Way You Make Me Feel       | Joe Pytka                                                                           |
| 1988 | Man in the Mirror              | Donald Wilson                                                                       |
| 1988 | Dirty Diana                    | Joe Pytka                                                                           |
| 1988 | Another Part of Me             | Patrick Kelly                                                                       |
| 1988 | Smooth Criminal                | Colin Chilvers                                                                      |
| 1988 | Speed Demon                    | Jerry Kramer, Will Vinton                                                           |
| 1988 | Come Together                  | Colin Chilvers, Jerry Kramer                                                        |
| 1989 | Leave Me Alone                 | Jim Blashfield                                                                      |
| 1989 | Liberian Girl                  | Jim Yukich                                                                          |
| 1991 | Black or White                 | John Landis                                                                         |
| 1992 | Remember the Time              | John Singleton                                                                      |
| 1992 | In the Closet                  | Herb Ritts                                                                          |
| 1992 | Jam                            | David Kellogg                                                                       |
| 1992 | Who Is It                      | David Fincher                                                                       |
| 1992 | Heal the World                 | Joe Pytka                                                                           |
| 1993 | Whatzupwitu                    | Klasky Csupo, Wayne Isham                                                           |
| 1993 | Give In to Me                  | Andy Morahan                                                                        |
| 1993 | Will You Be There              | Vincent Paterson                                                                    |
| 1993 | Gone Too Soon                  | Bill DiCicco                                                                        |
| 1995 | HIStory Teaser                 | Rupert Wainwright                                                                   |
| 1995 | Scream                         | Mark Romanek                                                                        |
| 1995 | Childhood                      | Nick Brandt                                                                         |
| 1995 | You Are Not Alone              | Wayne Isham                                                                         |
| 1995 | Earth Song                     | Nick Brandt                                                                         |
| 1996 | They Don’t Care About Us       | Spike Lee                                                                           |
| 1996 | Stranger in Moscow             | Nick Brandt                                                                         |
| 1996 | Why                            | Ralph Ziman                                                                         |
| 1997 | Blood on the Dance Floor       | Michael Jackson, Vincent Paterson                                                   |
| 1997 | HIStory (Tony Moran Remix)     | Jim Gable                                                                           |
| 1997 | Ghosts                         | Stan Winston                                                                        |
| 2001 | You Rock My World              | Paul Hunter                                                                         |
| 2001 | Cry                            | Nick Brandt                                                                         |
| 2001 | What More Can I Give           |                                                                                     |
| 2003 | One More Chance                | Nick Brandt                                                                         |
| 2004 | Cheater                        |                                                                                     |
| 2009 | This Is It                     | Kenny Ortega (Version 1) Spike Lee (Version 2)                                      |
| 2010 | We Are the World 25 for Haiti  | Paul Haggis                                                                         |
| 2010 | Hold My Hand                   | Mark Pellington                                                                     |
| 2011 | Hollywood Tonight              | Wayne Isham                                                                         |
| 2011 | Behind the Mask                | Dennis Liu (Original, 2011) Daniel Shapiro, Alex Topaller (Alternativversion, 2013) |
| 2011 | All in Your Name               | Barry Gibb                                                                          |

## Autorenbeteiligungen
Michael Jackson als Autor in den Charts

| Jahr | Titel Interpretation                                    | Höchstplatzierung, Gesamtwochen, AuszeichnungChartplatzierungen (Jahr, Titel, Interpretation, Platzierungen, Wochen, Auszeichnungen, Anmerkungen) | Höchstplatzierung, Gesamtwochen, AuszeichnungChartplatzierungen (Jahr, Titel, Interpretation, Platzierungen, Wochen, Auszeichnungen, Anmerkungen) | Höchstplatzierung, Gesamtwochen, AuszeichnungChartplatzierungen (Jahr, Titel, Interpretation, Platzierungen, Wochen, Auszeichnungen, Anmerkungen) | Höchstplatzierung, Gesamtwochen, AuszeichnungChartplatzierungen (Jahr, Titel, Interpretation, Platzierungen, Wochen, Auszeichnungen, Anmerkungen) | Höchstplatzierung, Gesamtwochen, AuszeichnungChartplatzierungen (Jahr, Titel, Interpretation, Platzierungen, Wochen, Auszeichnungen, Anmerkungen) | Höchstplatzierung, Gesamtwochen, AuszeichnungChartplatzierungen (Jahr, Titel, Interpretation, Platzierungen, Wochen, Auszeichnungen, Anmerkungen) | Anmerkungen                                                   |
| Jahr | Titel Interpretation                                    | DE | AT | CH | UK | US | R&B | Anmerkungen                                                   |
| ---- | ------------------------------------------------------- | --- | --- | --- | --- | --- | --- | ------------------------------------------------------------- |
| 1979 | Shake Your Body (Down to the Ground) The Jacksons       | — | — | — | UK4 Silber · (12 Wo.)UK | US7 Platin · (22 Wo.)US | R&B3 (23 Wo.)R&B | Erstveröffentlichung: 9. Dezember 1978 Verkäufe: + 2.325.000  |
| 1979 | Destiny The Jacksons                                    | — | — | — | UK39 (6 Wo.)UK | — | — | Erstveröffentlichung: 29. Dezember 1978                       |
| 1980 | Lovely One The Jacksons                                 | — | — | — | UK29 (6 Wo.)UK | US12 (18 Wo.)US | R&B2 (18 Wo.)R&B | Erstveröffentlichung: September 1980                          |
| 1980 | Can You Feel It The Jacksons                            | — | — | — | UK6 Silber · (18 Wo.)UK | US77 (5 Wo.)US | R&B30 (9 Wo.)R&B | Erstveröffentlichung: September 1980 Verkäufe: + 250.000      |
| 1980 | This Place Hotel (a.k.a. Heartbreak Hotel) The Jacksons | — | — | — | UK44 (6 Wo.)UK | US22 (16 Wo.)US | R&B2 (17 Wo.)R&B | Erstveröffentlichung: November 1980                           |
| 1981 | Walk Right Now The Jacksons                             | — | — | — | UK7 (11 Wo.)UK | US73 (4 Wo.)US | R&B50 (10 Wo.)R&B | Erstveröffentlichung: Juni 1981                               |
| 1981 | Hits on 33 Sweet Power                                  | DE64 (3 Wo.)DE | — | — | — | — | — | Erstveröffentlichung: September 1981                          |
| 1982 | Muscles Diana Ross                                      | DE69 (3 Wo.)DE | — | — | UK15 (9 Wo.)UK | US10 (17 Wo.)US | R&B4 (18 Wo.)R&B | Erstveröffentlichung: 17. September 1982                      |
| 1983 | Do It Again / Billie Jean (Medley) Club House           | DE41 (8 Wo.)DE | — | — | UK11 (6 Wo.)UK | US75 (5 Wo.)US | — | Erstveröffentlichung: Juli 1983                               |
| 1984 | Eat It Weird Al Yankovic                                | — | — | — | UK36 (7 Wo.)UK | US12 Gold · (12 Wo.)US | — | Erstveröffentlichung: 28. Februar 1984 Verkäufe: + 550.000    |
| 1984 | State of Shock The Jacksons                             | DE23 (11 Wo.)DE | — | CH11 (10 Wo.)CH | UK14 (10 Wo.)UK | US3 Gold · (15 Wo.)US | R&B4 (14 Wo.)R&B | Erstveröffentlichung: 21. Juni 1984 Verkäufe: + 1.050.000     |
| 1984 | Centipede Rebbie Jackson                                | — | — | — | — | US24 Gold · (19 Wo.)US | — | Erstveröffentlichung: Juli 1984 Verkäufe: + 500.000           |
| 1988 | Fat Weird Al Yankovic                                   | — | — | — | UK80 (4 Wo.)UK | US99 (2 Wo.)US | — | Erstveröffentlichung: 12. April 1988                          |
| 1992 | Black or White Badesalz                                 | DE27 (16 Wo.)DE | — | — | — | — | — | Erstveröffentlichung: November 1992                           |
| 1995 | Billie Jean The Bates                                   | DE21 (21 Wo.)DE | AT40 (1 Wo.)AT | CH10 (16 Wo.)CH | UK67 (2 Wo.)UK | — | — | Erstveröffentlichung: 26. Juni 1995                           |
| 1998 | Feel It The Tamperer featuring Maya                     | DE31 (13 Wo.)DE | AT18 (8 Wo.)AT | CH33 (9 Wo.)CH | UK1 Platin · (17 Wo.)UK | — | — | Erstveröffentlichung: 9. April 1998 Verkäufe: + 810.000       |
| 2000 | Dance & Shout Shaggy                                    | DE52 (9 Wo.)DE | AT3 (21 Wo.)AT | CH75 (3 Wo.)CH | UK19 (13 Wo.)UK | — | — | Erstveröffentlichung: 11. Juli 2000                           |
| 2001 | Don’t Stop Movin’ S Club 7                              | DE9 (12 Wo.)DE | AT9 (16 Wo.)AT | CH1 (22 Wo.)CH | UK1 ×2Doppelplatin · (23 Wo.)UK | — | — | Erstveröffentlichung: 23. April 2001 Verkäufe: + 1.360.000    |
| 2001 | Smooth Criminal Alien Ant Farm                          | DE5 Gold · (18 Wo.)DE | AT6 (20 Wo.)AT | CH4 Gold · (24 Wo.)CH | UK3 Platin · (17 Wo.)UK | US23 (20 Wo.)US | — | Erstveröffentlichung: 22. Mai 2001 Verkäufe: + 1.070.000      |
| 2002 | Billie Jean The Sound Bluntz                            | DE74 (4 Wo.)DE | — | CH93 (1 Wo.)CH | UK32 (2 Wo.)UK | — | — | Erstveröffentlichung: August 2002                             |
| 2004 | Breathe Don’t Stop Mr. On vs. Jungle Brothers           | — | — | — | UK21 (5 Wo.)UK | — | — | Erstveröffentlichung: 26. Januar 20024                        |
| 2006 | Say Say Say (Waiting 4U) Hi Tack                        | DE39 (9 Wo.)DE | AT65 (2 Wo.)AT | CH59 (18 Wo.)CH | UK4 (17 Wo.)UK | — | — | Erstveröffentlichung: 18. Januar 2006                         |
| 2007 | Don’t Stop the Music Rihanna                            | DE1 ×5Fünffachgold · (43 Wo.)DE | AT1 (32 Wo.)AT | CH1 (55 Wo.)CH | UK4 ×2Doppelplatin · (38 Wo.)UK | US3 ×6Sechsfachplatin · (30 Wo.)US | R&B74 (8 Wo.)R&B | Erstveröffentlichung: 7. September 2007 Verkäufe: + 9.417.194 |
| 2008 | Beat It Fall Out Boy feat. John Mayer                   | DE69 (8 Wo.)DE | AT75 (1 Wo.)AT | — | UK21 Silber · (21 Wo.)UK | US19 Platin · (7 Wo.)US | — | Erstveröffentlichung: 25. März 2008 Verkäufe: + 1.230.000     |
| 2008 | Billie Jean Terenzi                                     | DE27 (6 Wo.)DE | — | — | — | — | — | Erstveröffentlichung: 8. August 2008                          |
| 2009 | Smooth Criminal David Garrett                           | — | — | CH36 (3 Wo.)CH | — | — | — | Erstveröffentlichung: 7. April 2009                           |
| 2010 | Don’t Stop the Music Jamie Cullum                       | DE58 (4 Wo.)DE | — | — | — | — | — | Erstveröffentlichung: 25. Januar 2010                         |
| 2015 | King Kunta Kendrick Lamar                               | — | — | — | UK50 Platin · (10 Wo.)UK | US58 Platin · (11 Wo.)US | R&B20 (19 Wo.)R&B | Erstveröffentlichung: 13. März 2015 Verkäufe: + 2.665.000     |
| 2018 | Look Back at It A Boogie wit da Hoodie                  | DE26 Gold · (15 Wo.)DE | AT58 Gold · (5 Wo.)AT | CH50 (12 Wo.)CH | UK51 Platin · (9 Wo.)UK | US27 ×6Sechsfachplatin · (31 Wo.)US | — | Erstveröffentlichung: 8. Dezember 2018 Verkäufe: + 7.840.000  |

## Boxsets
| Jahr | Titel Musiklabel                                                    | Höchstplatzierung, Gesamtwochen, AuszeichnungChartplatzierungen (Jahr, Titel, Musiklabel, Platzierungen, Wochen, Auszeichnungen, Anmerkungen) | Höchstplatzierung, Gesamtwochen, AuszeichnungChartplatzierungen (Jahr, Titel, Musiklabel, Platzierungen, Wochen, Auszeichnungen, Anmerkungen) | Höchstplatzierung, Gesamtwochen, AuszeichnungChartplatzierungen (Jahr, Titel, Musiklabel, Platzierungen, Wochen, Auszeichnungen, Anmerkungen) | Höchstplatzierung, Gesamtwochen, AuszeichnungChartplatzierungen (Jahr, Titel, Musiklabel, Platzierungen, Wochen, Auszeichnungen, Anmerkungen) | Höchstplatzierung, Gesamtwochen, AuszeichnungChartplatzierungen (Jahr, Titel, Musiklabel, Platzierungen, Wochen, Auszeichnungen, Anmerkungen) | Höchstplatzierung, Gesamtwochen, AuszeichnungChartplatzierungen (Jahr, Titel, Musiklabel, Platzierungen, Wochen, Auszeichnungen, Anmerkungen) | Anmerkungen                                                   |
| Jahr | Titel Musiklabel                                                    | DE | AT | CH | UK | US | R&B | Anmerkungen                                                   |
| ---- | ------------------------------------------------------------------- | --- | --- | --- | --- | --- | --- | ------------------------------------------------------------- |
| 1983 | 9 Singles Pack Epic Records (Sony)                                  | — | — | — | UK66 (3 Wo.)UK | — | — | Erstveröffentlichung: Dezember 1983                           |
| 1992 | Tour Souvenir Pack Epic Records (Sony)                              | — | — | — | UK32 (3 Wo.)UK | — | — | Erstveröffentlichung: 3. August 1992                          |
| 1995 | Soulsation! Motown (MRC)                                            | — | — | — | — | — | — | Erstveröffentlichung: 20. Juni 1995 mit den Jackson 5         |
| 2004 | The Ultimate Collection Epic Records (Sony)                         | DE37 (3 Wo.)DE | — | CH33 (3 Wo.)CH | — | US154 Platin · (1 Wo.)US | R&B48 (6 Wo.)R&B | Erstveröffentlichung: 17. November 2004 Verkäufe: + 1.000.000 |
| 2006 | Visionary: The Video Singles Epic Records (Sony)                    | — | — | — | — | — | — | Erstveröffentlichung: 20. Februar 2006                        |
| 2008 | Thriller 25: Limited Japanese Single Collection Epic Records (Sony) | — | — | — | — | — | — | Erstveröffentlichung: 8. März 2008                            |
| 2008 | The Motown Years Motown (UMG)                                       | DE36 (5 Wo.)DE | AT45 (4 Wo.)AT | CH25 (9 Wo.)CH | UK4 Gold · (12 Wo.)UK | — | — | Erstveröffentlichung: 6. September 2008 Verkäufe: + 150.000   |
| 2009 | The Collection Epic Records (Sony)                                  | DE2 Gold · (25 Wo.)DE | AT13 (16 Wo.)AT | CH4 (19 Wo.)CH | UK14 (7 Wo.)UK | — | — | Erstveröffentlichung: 29. Juni 2009 Verkäufe: + 585.000       |
| 2009 | Hello World: The Motown Solo Collection Motown (UMG)                | — | — | — | — | — | — | Erstveröffentlichung: 1. September 2009                       |
| 2009 | Pure Michael: Motown A Cappella Motown (UMG)                        | — | — | — | — | — | — | Erstveröffentlichung: 8. September 2009 mit den Jackson 5     |
| 2010 | I Love MJ Forever Motown (UMG)                                      | — | — | — | — | — | — | Erstveröffentlichung: 23. Juni 2010 mit den Jackson 5         |
| 2010 | Mellow Michael Jackson Motown (UMG)                                 | — | — | — | — | — | — | Erstveröffentlichung: 29. Juli 2010 mit den Jackson 5         |
| 2013 | The Indispensable Collection Epic Records (Sony)                    | — | — | — | — | — | — | Erstveröffentlichung: 21. Juni 2013                           |
| 2013 | The Ultimate Fan Extras Collection Sony Music (Sony)                | — | — | — | — | — | — | Erstveröffentlichung: 24. Juni 2013                           |

## Sonderveröffentlichungen
| Jahr | Titel Album                                                              | Anmerkungen                                                                     |
| ---- | ------------------------------------------------------------------------ | ------------------------------------------------------------------------------- |
| 1980 | Save Me Old Crest on a New Wave                                          | Erstveröffentlichung: 15. Juni 1980 Dave Mason feat. Michael Jackson            |
| 1983 | The Man Pipes of Peace                                                   | Erstveröffentlichung: 31. Oktober 1983 Paul McCartney feat. Michael Jackson     |
| 1983 | Say Say Say Pipes of Peace                                               | Erstveröffentlichung: 31. Oktober 1983 Paul McCartney feat. Michael Jackson     |
| 1984 | Somebody’s Watching Me                                                   | Erstveröffentlichung: 30. Januar 1984 Rockwell feat. Jermaine & Michael Jackson |
| 1984 | Tell Me I’m Not Dreamin’ (Too Good to Be True) Jermaine Jackson/Dynamite | Erstveröffentlichung: 14. April 1984 Jermaine Jackson feat. Michael Jackson     |
| 1985 | Eaten Alive                                                              | Erstveröffentlichung: 24. September 1985 Diana Ross feat. Michael Jackson       |
| 1987 | Get It Characters                                                        | Erstveröffentlichung: 6. November 1987 Stevie Wonder feat. Michael Jackson      |
| 1990 | Do the Bartman The Simpsons Sing the Blues                               | Erstveröffentlichung: 4. Dezember 1990 The Simpsons feat. Michael Jackson       |
| 1993 | Whatzupwitu Love’s Alright                                               | Erstveröffentlichung: 23. Februar 1993 Eddie Murphy feat. Michael Jackson       |
| 1995 | Why Brotherhood                                                          | Erstveröffentlichung: 7. November 1995 3T feat. Michael Jackson                 |
| 1999 | Human Nature From Q, with Love                                           | Erstveröffentlichung: 9. Februar 1999 Quincy Jones feat. Michael Jackson        |
| 1999 | The Lady in My Life From Q, with Love                                    | Erstveröffentlichung: 9. Februar 1999 Quincy Jones feat. Michael Jackson        |
| 1999 | Liberian Girl From Q, with Love                                          | Erstveröffentlichung: 9. Februar 1999 Quincy Jones feat. Michael Jackson        |
| 2012 | Don’t Take Your Love from Me After Shock                                 | Erstveröffentlichung: 31. Januar 2012 S.T.C. 1 feat. Michael Jackson            |
| 2013 | This Is It Duets                                                         | Erstveröffentlichung: 9. April 2013 Paul Anka feat. Michael Jackson             |
| 2014 | There Must Be More to Life Than This Queen Forever                       | Erstveröffentlichung: 10. November 2014 Queen feat. Michael Jackson             |
| 2018 | Don’t Matter to Me Scorpion                                              | Erstveröffentlichung: 29. Juni 2018 Drake feat. Michael Jackson                 |

| Jahr | Titel Album                                                        | Anmerkungen                         |
| ---- | ------------------------------------------------------------------ | ----------------------------------- |
| 1985 | We Are the World                                                   | Erstveröffentlichung: 1. April 1985 |
| 2009 | Mind Is the Magic Mind Is the Magic: Anthem for the Las Vegas Show | Erstveröffentlichung: 10. Juli 2009 |

| Jahr | Titel Soundtrack                                                                  | Anmerkungen                            |
| ---- | --------------------------------------------------------------------------------- | -------------------------------------- |
| 1993 | Will You Be There (Reprise) (Theme from Free Willy) Free Willy – Ruf der Freiheit | Erstveröffentlichung: 13. Juli 1993    |
| 2000 | The Way You Make Me Feel Center Stage                                             | Erstveröffentlichung: 18. April 2000   |
| 2002 | Billie Jean Grand Theft Auto: Vice City                                           | Erstveröffentlichung: 29. Oktober 2002 |
| 2002 | Wanna Be Startin’ Somethin’ Grand Theft Auto: Vice City                           | Erstveröffentlichung: 29. Oktober 2002 |
| 2017 | Bad Ich – Einfach unverbesserlich 3                                               | Erstveröffentlichung: 23. Juni 2017    |

## Statistik

### Chartauswertung
Die folgenden Auswertungen bieten eine Übersicht der Charterfolge von Michael Jackson in den Album-, Single- und Musik-DVD-Charts. Es ist zu beachten, dass sich Videoalben in Deutschland in den Albumcharts platzieren, während es in den anderen Ländern eigenständige Musik-DVD-Charts existieren. Bei den Singles werden nur Interpretationen und keine Autorenbeteiligungen berücksichtigt.
|                     | DE     | AT     | CH     | UK     | US     | R&B      |
| ------------------- | ------ | ------ | ------ | ------ | ------ | -------- |
| Nummer-eins-Alben   | DE7DE  | AT3AT  | CH5CH  | UK10UK | US6US  | R&B9R&B  |
| Top-10-Alben        | DE14DE | AT11AT | CH13CH | UK18UK | US10US | R&B14R&B |
| Alben in den Charts | DE23DE | AT16AT | CH18CH | UK32UK | US27US | R&B26R&B |

|                       | DE     | AT     | CH     | UK     | US     | R&B      |
| --------------------- | ------ | ------ | ------ | ------ | ------ | -------- |
| Nummer-eins-Singles   | DE2DE  | AT—AT  | CH5CH  | UK9UK  | US14US | R&B15R&B |
| Top-10-Singles        | DE23DE | AT20AT | CH28CH | UK46UK | US33US | R&B35R&B |
| Singles in den Charts | DE52DE | AT39AT | CH52CH | UK65UK | US54US | R&B55R&B |

|                          | DE    | AT    | CH    | UK     | US    |
| ------------------------ | ----- | ----- | ----- | ------ | ----- |
| Nummer-eins-Videoalben   | DE—DE | AT5AT | CH3CH | UK4UK  | US—US |
| Top-10-Videoalben        | DE—DE | AT9AT | CH8CH | UK13UK | US—US |
| Videoalben in den Charts | DE—DE | AT9AT | CH8CH | UK13UK | US—US |

### Auszeichnungen für Musikverkäufe
Die Lieder Monster (Verkäufe: + 77.346) und The Lady in My Life (Verkäufe: + 500.000) erschienen weder als Singles, noch konnten sie aufgrund von Downloads oder Streaming die Charts erreichen, dennoch erhielten diese Schallplattenauszeichnungen beziehungsweise sind Verkaufszahlen für die Lieder bekannt.
Das Album The 12″ Mixes (Verkäufe: + 70.000) ist keine offizielle Veröffentlichung von Jackson, sondern Teil der gleichnamigen Albenreihe des Labels, deshalb ist das Album nicht Teil der Diskografie. Das Gleiche gilt für das Videoalbum Live in Japan (Verkäufe: + 8.000).
| Land/RegionAuszeichnungen für Musikverkäufe (Land/Region, Auszeichnungen, Verkäufe, Quellen) | Silber       | Gold         | Platin           | Diamant       | Verkäufe     | Quellen |
| -------------------------------------------------------------------------------------------- | ------------ | ------------ | ---------------- | ------------- | ------------ | --- |
| Argentinien (CAPIF)                                                                          | —            | 3× Gold3     | 8× Platin8       | Diamant1      | 1.752.779    | capif.org.ar (Memento vom 31. Mai 2011 im Internet Archive) AR2 (Memento vom 20. August 2011 im Internet Archive) |
| Australien (ARIA)                                                                            | —            | 19× Gold19   | 161× Platin161   | —             | 8.950.000    | aria.com.au AU2                                                                                                   |
| Belgien (BRMA)                                                                               | —            | 12× Gold12   | 14× Platin14     | —             | 1.145.000    | ultratop.be |
| Brasilien (PMB)                                                                              | —            | 6× Gold6     | 5× Platin5       | Diamant1      | 4.730.000    | pro-musicabr.org.br                                                                                               |
| Chile (IFPI)                                                                                 | —            | —            | 5× Platin5       | —             | 125.000      | Einzelnachweise                                                                                                   |
| Dänemark (IFPI)                                                                              | —            | 14× Gold14   | 59× Platin59     | —             | 3.108.000    | ifpi.dk |
| Deutschland (BVMI)                                                                           | —            | 19× Gold19   | 32× Platin32     | —             | 15.225.000   | musikindustrie.de                                                                                                 |
| Europa (IFPI)                                                                                | —            | —            | 30× Platin30     | —             | (60.400.000) | ifpi.org (Memento vom 1. Januar 2014 im Internet Archive)                                                         |
| Finnland (IFPI)                                                                              | —            | 8× Gold8     | 3× Platin3       | —             | 384.073      | ifpi.fi |
| Frankreich (SNEP)                                                                            | 7× Silber7   | 9× Gold9     | 26× Platin26     | 6× Diamant6   | 16.485.300   | infodisc.fr snepmusique.com                                                                                       |
| Golf-Kooperationsrat (IFPI)                                                                  | —            | —            | 2× Platin2       | —             | 12.000       | ifpi.org |
| Griechenland (IFPI)                                                                          | —            | —            | Platin1          | —             | 6.000        | Einzelnachweise                                                                                                   |
| Hongkong (IFPI/HKRIA)                                                                        | —            | Gold1        | 6× Platin6       | —             | 160.000      | ifpihk.org |
| Indien (IMI)                                                                                 | —            | —            | —                | —             | 200.000      | Einzelnachweise                                                                                                   |
| Indonesien (ASIRI)                                                                           | —            | —            | 2× Platin2       | —             | 100.000      | Einzelnachweise                                                                                                   |
| Irland (IRMA)                                                                                | —            | Gold1        | 7× Platin7       | —             | 157.500      | irishcharts.ie |
| Israel (IFPI)                                                                                | —            | Gold1        | 3× Platin3       | —             | 140.000      | Einzelnachweise                                                                                                   |
| Italien (FIMI)                                                                               | —            | 13× Gold13   | 26× Platin26     | —             | 3.365.000    | fimi.it |
| Japan (RIAJ)                                                                                 | —            | 14× Gold14   | 17× Platin17     | —             | 5.230.000    | riaj.or.jp JP2 |
| Kanada (MC)                                                                                  | —            | 12× Gold12   | 77× Platin77     | 5× Diamant5   | 11.481.000   | musiccanada.com                                                                                                   |
| Malaysia (RIM)                                                                               | —            | —            | 10× Platin10     | —             | 330.000      | Einzelnachweise                                                                                                   |
| Mexiko (AMPROFON)                                                                            | —            | 20× Gold20   | 36× Platin36     | 4× Diamant4   | 8.015.000    | amprofon.com.mx                                                                                                   |
| Neuseeland (RMNZ)                                                                            | Silber1      | 20× Gold20   | 102× Platin102   | —             | 2.130.000    | aotearoamusiccharts.co.nz NZ2 (Memento vom 24. Juli 2011 im Internet Archive) NZ3 NZ4                             |
| Niederlande (NVPI)                                                                           | —            | 4× Gold4     | 22× Platin22     | —             | 3.245.000    | nvpi.nl |
| Norwegen (IFPI)                                                                              | —            | 5× Gold5     | 3× Platin3       | —             | 445.000      | ifpi.no (Memento vom 5. November 2012 im Internet Archive)                                                        |
| Österreich (IFPI)                                                                            | —            | 9× Gold9     | 25× Platin25     | —             | 1.207.500    | ifpi.at |
| Polen (ZPAV)                                                                                 | —            | 5× Gold5     | 10× Platin10     | Diamant1      | 445.000      | olis.pl |
| Portugal (AFP)                                                                               | 2× Silber2   | 5× Gold5     | 9× Platin9       | —             | 234.000      | Einzelnachweise                                                                                                   |
| Russland (NFPF)                                                                              | —            | —            | 6× Platin6       | —             | 120.000      | Einzelnachweise                                                                                                   |
| Schweden (IFPI)                                                                              | —            | 9× Gold9     | 14× Platin14     | —             | 1.400.000    | sverigetopplistan.se                                                                                              |
| Schweiz (IFPI)                                                                               | —            | 5× Gold5     | 19× Platin19     | —             | 1.030.000    | hitparade.ch |
| Singapur (RIAS)                                                                              | —            | Gold1        | 10× Platin10     | —             | 205.000      | rias.org.sg |
| Spanien (Promusicae)                                                                         | —            | 13× Gold13   | 38× Platin38     | —             | 3.420.000    | elportaldemusica.es ES2                                                                                           |
| Südafrika (RISA)                                                                             | —            | Gold1        | 6× Platin6       | —             | 225.000      | mi2n.com |
| Südkorea (KMCA)                                                                              | —            | —            | 2× Platin2       | —             | 251.703      | Einzelnachweise                                                                                                   |
| Taiwan (RIT)                                                                                 | —            | Gold1        | 4× Platin4       | —             | 239.365      | rit.org.tw |
| Thailand (TECA)                                                                              | —            | Gold1        | 4× Platin4       | —             | 225.000      | Einzelnachweise                                                                                                   |
| Tschechien (IFPI)                                                                            | —            | Gold1        | Platin1          | —             | 75.000       | Einzelnachweise                                                                                                   |
| Ungarn (MAHASZ)                                                                              | —            | 2× Gold2     | 5× Platin5       | —             | 64.000       | slagerlistak.hu                                                                                                   |
| Vereinigte Staaten (RIAA)                                                                    | —            | 19× Gold19   | 167× Platin167   | 6× Diamant6   | 197.310.000  | riaa.com |
| Vereinigtes Königreich (BPI)                                                                 | 20× Silber20 | 13× Gold13   | 141× Platin141   | —             | 50.710.071   | bpi.co.uk |
| Insgesamt                                                                                    | 30× Silber30 | 266× Gold266 | 1118× Platin1118 | 24× Diamant24 |              | |